# イヴァン・アセン2世
イヴァン・アセン2世（Иван Асен II, Ivan Asen II, ? - 1241年6月24日）は、第二次ブルガリア帝国の皇帝（在位：1218年 - 1241年）。初代皇帝イヴァン・アセン1世の子。

## 生涯
父の死後、従兄にあたるボリルが皇位を簒奪していたが、イヴァン・アセン2世はハンガリー王アンドラーシュ2世の長女アンナ・マーリアを妻として迎え、その支援を受けてボリルから皇位を奪い返して即位した。
即位後は勢力拡大に乗り出し、トラキア、アルバニア、マケドニアを奪って帝国の最大領土を形成した。さらにニカイア帝国と同盟を結んでラテン帝国を攻撃しているが、これは不首尾に終わった。
また、ヴェネツィア共和国から商人を招いて通商関係を結んだり、修道院や大学などを積極的に築いたりなど、内政に尽力している。1232年にはブルガリア正教会をカトリック教会から独立させるなどして、帝国の全盛期を築き上げた。
1241年、死去。イヴァン・アセン2世の死後、帝国はジョチ・ウルスの攻撃を受けて衰えた。

## 家族
- アンナ（英語版） 一番目の妻。ルーシ出身。ガリツィア公国への亡命中に結婚。
  - ベロスラヴァ - セルビア王ステファン・ヴラディスラヴと結婚。
- アンナ・マーリア（英語版）（在位：1221年–1237年） 二番目の妻。ハンガリー王アンドラーシュ2世の王女。
  - エレナ - 東ローマ皇帝テオドロス2世ラスカリスと結婚。
  - カリマン1世（1234年頃 - 1246年） - ツァール（在位：1241年 - 1246年）
- イレネ・コムニーナ・ドゥーカイナ（英語版）（在位：1238年–1241年） 三番目の妻。エピロス専制侯テオドロス1世コムネノス・ドゥーカスの王女。
  - アンナ・テオドラ - 尊厳公ペタルと結婚、二人の間の娘はミハイル3世シシュマンの母。
  - マーリア - ミツォ・アセン（在位：1256年 - 1257年）と結婚、イヴァン・アセン3世の母。
  - ミハイル2世・アセン（1238/41年 - 1256年） - ツァール（在位：1246年 - 1256年）